# الإيمان الأوسط
الإيمان الأوسط هو كتابٌ من تأليفِ ابن تيمية وهو شرحٌ لحديث جبريل المشهور عن الإسلام والإيمان والإحسان:
| «عن أبي هريرة، قال: كان النبي صلى الله عليه وسلم بارزا يوما للناس، فأتاه جبريل فقال: ما الإيمان؟ قال: «الإيمان أن تؤمن بالله وملائكته، وكتبه، وبلقائه، ورسله وتؤمن بالبعث». قال: ما الإسلام؟ قال: " الإسلام: أن تعبد الله، ولا تشرك به شيئا، وتقيم الصلاة، وتؤدي الزكاة المفروضة، وتصوم رمضان ". قال: ما الإحسان؟ قال: «أن تعبد الله كأنك تراه، فإن لم تكن تراه فإنه يراك».» |

## معلومات عن الكتاب
طُبِعَ الكتاب ضمن مجموع الفتاوى (المجلد السابع) بتحقيق عبدالرحمن بن محمد بن قاسم، كما طُبع مفرداً من دار ابن الجوزي بتحقيق علي بن بخيت الزهراني

## خلفيّة
كان سببُ تأليف ابن تيمية للكتاب هو ما رآه من اختلاف الناس في زمانه و«كثرة كلامهم» في الإسلام والإيمان وماهيتهما. يقول المؤلّفُ في مقدمة كتابه: «وَلِلنَّاسِ فِي الْإِسْلَامِ وَالْإِيمَانِ مِنْ الْكَلَامِ الْكَثِيرِ: مُخْتَلِفِينَ تَارَةً وَمُتَّفِقِينَ أُخْرَى. مَا يَحْتَاجُ النَّاسُ مَعَهُ إلَى مَعْرِفَةِ الْحَقِّ فِي ذَلِكَ؛ وَهَذَا يَكُونُ بِأَنْ تُبَيَّنَ الْأُصُولُ الْمَعْلُومَةُ الْمُتَّفَقُ عَلَيْهَا ثُمَّ بِذَلِكَ يُتَوَصَّلُ إلَى مَعْرِفَةِ الْحَقِيقَةِ الْمُتَنَازَعِ فِيهَا.»

## نبذة مختصرة عن محتوى الكتاب
هذا الكتاب ذكره الشيخ ابن عبد الهادي في (العقود الدرية) ص46 ضمن مؤلفات ابن تيمية العديدة. قال: (وشرح حديث جبريل في الإيمان والإسلام غير كتاب «الإيمان» المتقدم في مجلد لطيف).
بدأ ابن تيمية ببيان منهجه في هذا الكتاب، وهو بيان الأصول المعلومة المتواترة والمتفق عليها حتى يتم التوصل من خلالها إلى الحقيقة المتنازع فيها، ومما هو معلوم بالاضطرار من دين الإسلام ولا تنازع فيه، أن الناس كانوا قبل الهجرة إما مؤمن أو كافر مظهر لكفره إذ لم يكن بحاجة لإخفاء كفره بسبب استضعاف المؤمنين، أما بعد الهجرة فقد ظهر المنافقون في المدينة بسبب سلطان المسلمين عليهم وشوكتهم فيها، لما كثر الأعاجم في المسلمين تكلموا عن الزنديق، وهو المنافق على عهد رسول الله ﷺ، وهو الذي يظهر الإسلام ويبطن الكفر، أو المعطل الجاحد للصانع أو المعاد والأعمال الصالحة.
وأما الاختلاف فكان بشأن الفاسق الملِّي، وقد وصفه الله بالإسلام دون الإيمان كما قال عزوجل: ﴿قالت الأعراب آمنَّا قل لم تؤمنوا ولكن قولوا أسلمنا ولمَّا يدخل الإيمان في قلوبكم﴾ ما هو موقفه في دين الإسلام وما الحكم فيه وفي شأن من تهاون في الصلاة والصيام والزكاة والحج، هل هم مسلمون أم كقار، وما الأحكام المتعلقة بهم في الدنيا والآخرة؟.
وفي شأن المنافقين كيف التعامل معهم وإلى أي حد تطبق عليهم أحكام الإسلام ومتى يعامل الواحد منهم معاملة الكفار.
وفيما يتعلق بمفهومي الإيمان والإسلام ومن تعدى الحدود الشرعية فيهما كالمرجئة والجهمية الذين أخرجوا الأعمال من الإيمان وقولهم بتساوي إيمان الناس، وكالكرَّامية الذين يزعمون أن الإيمان هو الإقرار والتصديق باللسان دون القلب. وكالخوارج ومن وافقهم من المعتزلة الذين كفّروا بالمعاصي أو بما رأوه هم هم من المعاصي واستحلوا دماء أهل القبلة، والذين ضلوا أيضًا عندما جعلوا مرتكب الكبيرة مخلداً في النار.
والجهمية الذين وقعوا في بدعة الإرجاء وغالوا فيها حتى جعلوا الإيمان مجرد معرفة القلب وإن لم يقر بلسانه، واشتد نكير السلف لذلك حتى أطلق وكيع وأحمد كفر من قال ذلك.
وكذلك «مرجئة الفقهاء» حيث أنكروا تفاضل الإيمان ودخول الأعمال فيه والاستثناء فيه، وقد بين ابن تيمية آراء هذه الفرق ووجوه ضلالها وبيان الحق في كل مسألة من هذه المسائل التي تنازع فيها الناس من خلال كتاب الله وسنة رسوله وبأدلة مستفضية لا يمكن معارضتها.
وقد بين ابن تيمية اشتداد انكار السلف والأئمة على أمثال هؤلاء وتغليظ القول فيهم مع عدم الخوض في تكفيرهم إلا بالشرائط المعروفة عند سلف الأمة وأئمتها.
والنقطة الأساسية التي عليها مدار الكتاب هي إثبات تلازم الظاهر والباطن، وأن من عدم فهمها دخل الضلال على المرجئة وغيرها، حيث ظنت أنه يكون إنسان كامل الإيمان في القلب مع عدم عمل الجوارح مطلقًا، ومن هنا جاء بيان ابن تيمية لمعنى قول السلف: الإيمان قول وعمل، وبيان كيفية دخول الأعمال في مسمى الإيمان.
وفصّل معنى الإقرار والشهادتين، واستلزام ذلك للعمل والانقياد بكلام وبيان لا مزيد عليه.
ومن هنا أيضًا كان رده الوافي على فساد الأصول التي بناها أهل الإرجاء على معتقدهم في حصر الإيمان بالتصديق القلبي دون ما يظهر من الأعمال، وحصرهم بالتالي الكفر في التكذيب القلبي أيضًا، حتى أنهم لم يعتبروا الأعمال الكفرية الصريحة: كالسجود للصنم وإهانة المصحف وسب الرسول إلا دلالة على انتفاء الاعتقاد من القلب وليست مكفرة بذاتها.
وهذا المعتقد الباطل لا زال ينخر في الأمة حتى عصرنا هذا وصار أصلا للضلال والتخبط في مسائل الإيمان والتكفير وما يترتب عليها من موالاة المؤمنين ومعاداة أعداء الله ورساله.
وقد بين ابن تيمية ما تقتضيه هذه القاعدة: «تلازم الباطن والظاهر» من لزوم جنس العمل الظاهر لتحقق أصل الإيمان المقبول وهو الذي عبر عنه بما مفاده: أن وجود الإرداة الجازمة مع القدرة التامة يمتنع معه ترك الأعمال وإلا لم يصح إيمانه أصلًا.
وقد أبان أيضَا مذهب أئمة السلف في تكقير تارك الالتزام، المصر بقلبه على ألا يعمل الفرائض وإن كان مقرّا بصدق الرسول في قرارة نفسه، أو مدعيّا الإقرار بها بلسانه، وأن من خالف ذلك من الفقهاء فقد دخل عليه شبهة الإرجاء شعر بذلك أم لم يشعر.
وقد بين أيضا معنى الاستسلام وهو الانقياد والاستسلام لله، فمن رفض الاستسلام والانقياد لله كان مستكبراً، ومن استسلم لله ولغير الله كان مشركاً، وكلاهما كافر.
والإحسان يجمع كمال الإخلاص ويجمع الإتيان بالفعل الحسن الذي يحبه الله، والدين ثلاث مراتب: إسلام، ويتضمن الإيمان اللازم (أصل الدين)، وإيمان ويتضمن الإيمان الواجب الذي يكفل للإنسان النجاة في الآخرة من العقاب، والإحسان هو الذي يجمع بالإضافة إلى ذلك مستحبات الإيمان والذي يكفل لصاحبه ارتفاع درجاته عند الله فمن أتى به كان من المقربين.
وأصل الإيمان الذي لا ينفك عن المسلم هو الإيمان بالله ورسوله والإيمان بالله بمعنى الإقرار لا مجرد التصديق، والإقرار يتضمن قول القلب الذي هو التصديق، وعمل القلب الذي هو الانقياد. والإيمان بالرسول بمعنى تصديق الرسول في كل ما أخبر والانقياد له في كل ما أمر.
ومن لم يوجب متابعة الرسول وسوغ ترك متابعته هو كافر.

## ملخّص
بدأ الكتاب بتناول موضوع النفاق والمنافقين وذكر للمؤمنين والمنافقين وأوصاف كل فريق منهم. تناولَ الفرق بين الإسلام والإيمان ورأي الخوارج والمعتزلة في الإيمان وعلاقته بالذنوب ورأي السلف والكراميه والجهمية في الإيمان ومُسماه وأحيانا يتعرض المؤلف لمناقشة بعض آراء الفرق المختلفه في مسائل الإيمان وصلته بالعمل الظاهر فيناقش بعض آراء الفلاسفة والجهمية والمرجيئه. تناول في صفحاتٍ أخرى علاقة الإيمان بالعمل الظاهر وخاصة أركان الإسلام كما تطرّق لطرق تحصيل الإيمان وتقويته ومسألة الاستثناء في الإيمان.

## شروحات ومختصرات الكتاب
- شروح صوتية ومكتوبة:

-(شرح كتاب الإيمان الأوسط لابن تيمية) المؤلف: عبد العزيز بن عبد الله الراجحي. مصدر الكتاب: دروس صوتية قام بتفريغها موقع الشبكة الإسلامية.
- شروح صوتية:

- (شرح كتاب الإيمان الأوسط) لوليد إدريس المنيسي.
- (شرح كتاب الإيمان الأوسط (شرح حديث جبريل) لابن تيمية)، قدمه: للشيخ هشام بن فؤاد البيلي.
- (التعليق على كتاب: (الإيمان الأوسط) لابن تيمية)، للشيخ يحيى بن علي الحجوري.
- مختصرات:

- (مختصر الإيمان الأوسط شيخ الإسلام محمد بن عبد الوهاب).
- ملخصات:

- (تلخيص كتاب الإيمان الأوسط لابن تيمية ومسألة التلازم بين الإيمان والعمل). للدكتور إسماعيل بن غصاب العدوي. ~دار اللؤلؤة.